# Seat Fura
Der Seat Fura ist eine kleine drei- und fünftürige Kombilimousine, die ab Anfang 1982 als Weiterentwicklung des Seat 127 gebaut wurde und auf dem Fiat 127 basiert.
Nach der Übernahme von Seat durch den VW-Konzern erschien es nicht mehr angebracht, die frühere Bindung an Fiat allzu sehr zu betonen. Daher wurde das Modell umbenannt und ab 1982 mit einer neuen Front- und Heckpartie versehen. 
Zusätzlich zu den beiden Motorvarianten des Vorgängers mit 903 cm³ und 34,5 kW (47 PS) und 1010 cm³ mit 38 kW (52 PS) wurde nun der Motor des Seat 1430 mit 1438 cm³ und  55 kW (75 PS) angeboten. Dieser Motor hatte eine zahnriemengetriebene Nockenwelle und wurde baugleich im Seat 1430 Bocanegra und im Seat 128 Coupé verwendet. Dieses besser ausgestattete Modell mit sportlichen Accessoires hieß Fura Crono; seine Höchstgeschwindigkeit betrug 160 km/h.
Die Karosserievarianten mit kleinem Kofferraumdeckel und der "Samba" entfielen. 
Unter dem Namen El Nasr Super Fura wurde der Wagen bei NASCO in Kairo (Ägypten) ebenfalls montiert.
Ende 1985 wurde die Produktion des Seat Fura eingestellt. Zusammen mit seinem Vorgänger war er das erfolgreichste Modell (über 1,3 Millionen Exemplare) des spanischen Autoherstellers. Sein Nachfolger Seat Ibiza kam bereits im Sommer 1984 auf den Markt.

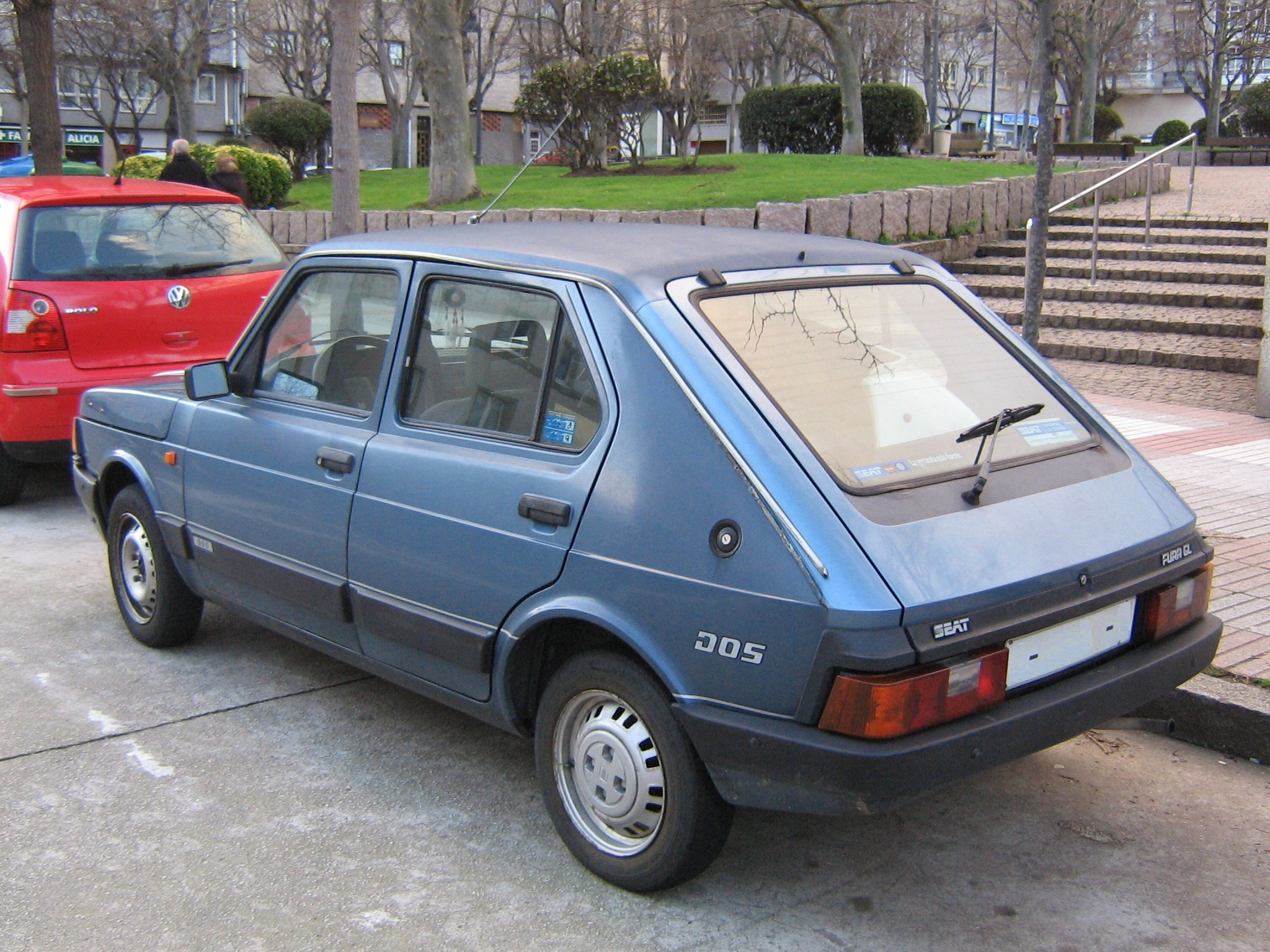
Seat Fura 900 GL (1984)